# 连城乡
连城乡，是中国江西省抚州市临川区所辖的一个乡。

## 行政区划
连城乡下辖以下村级行政区划单位
连城村、大升村、下庄村、黄湾村、后坊村、邹家村、下城村、下舍村、舍头村、金房村、大桥村和头昌村。